# جلال متینی
جلال متینی (۱۳۰۷ – ۳۰ دی ۱۴۰۳) پژوهشگر تاریخ و فرهنگ ایران به‌ویژه در زمینهٔ شاهنامه بود. او تا پیش از انقلاب ۱۳۵۷ استاد تاریخ و رئیس دانشگاه فردوسی مشهد بود. وی پس از انقلاب به آمریکا مهاجرت کرد و به آموزش تاریخ و فرهنگ ایران در دانشگاه برکلی کالیفرنیا پرداخت. مجله‌های تخصصی ایران‌شناسی و ایران‌نامه توسط وی منتشر شده‌اند. به‌علاوه، ده‌ها اثر گوناگون به زبان‌های فارسی و انگلیسی منتشر کرده است.

## آغاز زندگی
جلال متینی در سال ۱۳۰۷ در تهران زاده شد. پدر و مادر او اهل کاشان بودند. پدرش او آموزگار و مدتی در هند با سید جلال‌الدین کاشانی (جلال مؤیدالاسلام) مدیر روزنامهٔ حبل‌المتین همکار بود و سال‌ها نیز نمایندهٔ حبل‌المتین در ایران بود. وی که شیفتهٔ جلال مؤیدالاسلام بود نام فرزند خود را جلال گذاشت و نام خانوادگی متینی را هم از حبل‌المتین گرفت.
متینی در تهران به دبستان و دبیرستان رفت. او در دارالفنون رشتهٔ ادبی خواند. متینی در دهه ۱۳۲۰ جذب احزاب سیاسی به‌ویژه حزب توده نشد. هنگامیکه به آموزگاری پرداخت نیز اجازه نمی‌داد کلاس درسش عرصهٔ مبارزات و تبلیغات سیاسی شود. این رویه او مورد انتقاد دانش‌آموزان وابسته به گروه‌های سیاسی بود.

## تحصیلات
متینی در سال ۱۳۲۵ برای تحصیل ادبیات، وارد دانشگاه تهران شد. چون دایی و عموهای او وکیل و قاضی بودند به حقوق هم علاقه یافت و در دانشکدهٔ حقوق دانشگاه تهران، کارشناسی حقوق گرفت. او برای دبیر شدن، روان‌شناسی را نیز فرا گرفت. جلال متینی دورهٔ کارشناسی (۱۳۲۵–۱۳۲۸) و کارشناسی ارشد (۱۳۲۸–۱۳۳۰) و دکترا (۱۳۳۰–۱۳۴۶) را در دانشکدهٔ ادبیات دانشگاه تهران گذراند. او در دانشگاه، شاگرد محمدتقی بهار، احمد بهمنیار، بدیع‌الزمان فروزانفر، ابراهیم پورداوود، جلال همایی، عبدالعظیم قریب، محمد معین، پرویز خطیبی و ذبیح‌الله صفا بود. محمدتقی بهار برای تنظیم و تدوین دیوان خود جلال متینی را برگزیده بود. جلال متینی سال‌ها پس از مرگ بهار، در آمریکا با پروانه، دختر ملک‌الشعرا بهار ازدواج کرد.
جلال متینی رساله خود را با عنوان بحث در آثار منثور دورهٔ سامانی از لحاظ سبک و نوادر لغات و فوائد مهم دستور با بدیع‌الزمان فروزانفر و مشورت با ذبیح‌الله صفا گذراند. او در اردیبهشت ۱۳۳۶ از رسالهٔ دکتری خود دفاع کرد (تاریخ مقدمهٔ رساله اسفند ۱۳۳۵ است). روش کار متینی در رساله‌اش خواندن سطربه‌سطر همهٔ آثار منثور بازمانده از دورهٔ سامانی که در آن زمان در دسترس بود، و بررسی دقیق شواهد خصائص سبکی و نکات لغوی و دستوری آن متون بود.

## کنش سیاسی
دوره تحصیلی جلال متینی همزمان با نخست‌وزیری محمد مصدق بود. او با وجود پیگیری اخبار و تحولات سیاسی و شرکت در برخی جلسات و تظاهرات، عضو هیچ حزبی نشد.

## آموزگاری
متینی از سال ۱۳۲۹ که به‌عنوان دبیر زبان و ادبیات فارسی در وزارت فرهنگ استخدام شد، از ۱۳۲۹ تا ۱۳۲۶ در دبیرستان البرز زبان و ادبیات فارسی درس داد. در سال ۱۳۳۵ ضمن آموزگاری در دبیرستان البرز، مأمور خدمت در کمیسیون ملی یونسکو ایران شد که دبیرکل آن ذبیح‌الله صفا بود. او پس از دبیرستان البرز، از سال ۱۳۳۶ تا ۱۳۳۹ در دانشکدهٔ آمریکایی فنی آبادان، وابسته به شرکت نفت زبان و ادبیات فارسی درس داد. وی در همان ایام ازدواج کرد. همسر او عصمت یوسفی، خواهر غلامحسین یوسفی بود. او استادیار و سپس دانشیار و مدیر بخش زبان‌های فارسی آنجا بود. در این دانشکده مهندسی، همه درس‌ها به جز ادبیات، به زبان انگلیسی بودند. استادان جز دو نفر، خارجی بودند.

## دانشگاه فردوسی
جلال متینی در سال ۱۳۳۹ در امتحان استادی پذیرفته شد و به دانشگاه فردوسی مشهد رفت. او پس از چند سال، رئیس دانشکده ادبیات و سپس معاون آموزشی و پژوهشی رئیس دانشگاه و در سال ۱۳۵۳ رئیس همان دانشگاه شد. او گفته بود به دلیل فشارهای امنیتی پیش از انقلاب، آرام نگه داشتن دانشگاه بسیار دشوار بود. او مخالف خشونت‌های اعمال شده از سوی برخی دانشجویان معترض در دانشگاه بود. جلال متینی در سال ۱۳۵۶ از ریاست دانشگاه فردوسی مشهد کناره‌گیری کرد، اما به تدریس در آن دانشگاه ادامه داد.
جلال متینی در دوره‌ای که استاد دانشگاه فردوسی مشهد بود، کتاب‌هایی را در زمینه تصحیح متون ادبیات کلاسیک فارسی منتشر کرد که از آن میان می‌توان به خلاصه ویس و رامین، خلاصه بیژن و منیژه، هدایة المتعلمین فی طب و تفسیر قرآن مجید، نسخه محفوظ در کتابخانۀ دانشگاه کمبریج اشاره کرد.
محمدرضا شفیعی کدکنی از شاگران جلال متینی در دوران تحصیل در دانشگاه فردوسی مشهد بود.

### علی شریعتی
هنگامی که جلال متینی معاون احمدعلی رجایی بخارایی رئیس وقت دانشگاه فردوسی بود، علی شریعتی و همسرش (پوران شریعت رضوی) خواستار تدریس در این دانشگاه شدند. به گفته متینی، شریعتی نخست خواستار استخدام در دانشگاه تهران شده بود ولی دانشگاه تهران نپذیرفته بودند. او استخدام شریعتی در دانشگاه فردوسی را به دلیل نوع تحصیلات او زیر سوال برده و گفته بود: «این که می‌گفتند ایشان دکترای دولتی در جامعه‌شناسی دارد، درست نیست. معمولا اگر آن را می‌داشت به دانشکده ادبیات می‌داد. مع هذا او را دکتر شناخته بودند.» در نهایت، شریعتی به عنوان استادیار تاریخ استخدام شد. او درباره رفتار شریعتی در دانشگاه گفته بود: «هر درسی که به او می‌دادند او همان حرف‌های مذهبی خودش را می‌زد.»
جلال متینی  درباره میزان محبوبیت شریعتی در دانشگاه گفته بود: «موجی از طرفداری و احساسات موافق به نفع او» در کلاس‌های درسش به وجود آمده بود: «وقتی سر کلاس یک حرفی می‌زد که کمی بودار بود، یکمرتبه می‌گفت که حالا کسی نرود این مطلب را به اطلاع سازمان آب برساند. شریعتی در اینجا می‌شد پیغمبر. شریعتی با این هنر خوب صحبت کردن رگ خواب بچه‌ها را در دست داشت و می‌دانست چه باید بگوید.»
متینی که در کتاب خاطرات خود درباره شریعتی با نام دکتر علی شریعتی در دانشگاه مشهد، جمهوری اسلامی را به سوءاستفاده از اسناد در مورد شریعتی متهم کرد.

## نشان‌های لیاقت
جلال متینی پیش از انقلاب نشان تاج از نشان‌های سلطنتی ایران را دریافت کرد و در سال ۱۳۴۴ موفق به گرفتن جایزهٔ سلطنتی بهترین تصحیح انتقادی متون فارسی شد.

## انقلاب ۱۳۵۷ و اخراج
جلال متینی در مهر ۱۳۵۷ به دعوت پرویز ناتل خانلری به عضویت فرهنگستان ادب و هنر ایران درآمد. ولی پس از انقلاب ۱۳۵۷ و در زمان دولت موقت مهدی بازرگان از همه مقام‌های خود کناره‌گیری کرد. کیهان به او اتهام‌هایی زد و متینی در ۲۰ خرداد ۱۳۵۸ در نامه‌ای به مهدی بازرگان همه اتهام‌های مطرح‌شده از سوی شورای انقلابی تزکیه را رد کرد. متینی در پاسخ به یکی از اتهام‌های «انتصاب به ریاست دانشگاه» گفت که چنین چیزی جرم نیست، زیرا طبق قانون همه روسای دانشگاه‌ها باید با فرمان شاه به این سمت منصوب می‌شدند.
جلال متینی پس در اردیبهشت ۱۳۵۸ از سوی شورای انقلابی دانشگاه فردوسی مشهد و بدون صدور حکمی از طرف دانشگاه، از دانشگاه اخراج شد.

## مهاجرت به آمریکا
او پس از مهاجرت به آمریکا از سال ۱۳۵۹ تا ۱۳۶۰ در بخش خاورمیانهٔ دانشگاه یوتا در سالت لیک سیتی و از ۱۳۶۰ تا ۱۳۶۰ در بخش خاور نزدیک دانشگاه کالیفرنیا، برکلی به‌عنوان استاد مهمان تدریس کرد.
او در سال ۱۳۶۱ فصلنامه‌ ایران‌نامه متعلق به بنیاد مطالعات ایران و در سال ۱۳۶۸ فصلنامه ایران‌شناسی متعلق به بنیاد کیان را راه‌اندازی و مدیریت کرد. این دو نشریه به فرهنگ و زبان فارسی و تاریخ ایران می‌پردازند.

## آثار
جلال متینی مجموعه مقالات شاهنامه‌پژوهی خود را با نام سرود مولیان توسط انتشارات محمود افشار در تهران به چاپ کرد.
1. هدایةالمتعلمین فی‌الطب، ابوبکر ربیع‌بن احمد الأخوینی البخاری، انتشارات دانشگاه فردوسی مشهد، ۱۳۷۲.
2. کوش‌نامه، ایرانشان‌بن ابی‌الخیر، انتشارات علمی، ۱۳۷۷.
3. تفسیری بر عشری از قرآن مجید (انتشارات بنیاد فرهنگ ایران، ۱۳۵۲).
4. تحفةالغرائب، محمد بن ایوب الحاسب الطبری، انتشارات معین ۱۳۷۱. تجدید چاپ در سال ۱۳۹۱ توسط انتشارات کتابخانه موزه و مرکز اسناد مجلس.
5. خلاصهٔ بیژن و منیژه فردوسی (ابن‌سینا و باستان، ۱۳۴۱؛ چاپ سوم، توس، ۱۳۵۶).
6. خلاصهٔ ویس و رامین فخرالدین اسعد گرگانی (ابن‌سینا و باستان، ۱۳۴۱؛ چاپ سوم، توس، ۱۳۵۶).
7. خلاصهٔ لیلی و مجنون نظامی (ابن‌سینا و باستان، ۱۳۴۱؛ چاپ سوم، توس، ۱۳۵۶).
8. تفسیر قرآن مجید (نسخه کمبریج) (انتشارات بنیاد فرهنگ ایران، ۱۳۴۹).
9. پند پیران، متنی فارسی به ظاهر از قرن پنجم هجری، انتشارات بنیاد فرهنگ ایران، ۱۳۵۷.
10. نمونه‌هایی از نثر فصیح فارسی معاصر، جلد اول: شرکت نسبی کانون کتاب، چاپخانهٔ سپهر، شهریور ۱۳۳۸. جلد دوم: کتابفروشی زوار، چاپخانهٔ نقش جهان، ۱۳۵۷.
11. سرود مولیان: صد و ده گفتار از جلال متینی در تاریخ و فرهنگ ایران و زبان و ادبیات فارسی، به‌کوشش تهمینه عطایی کچویی و محمود ندیمی هرندی، انتشارات دکتر محمود افشار.
12. ایران در گذرگاه زمان، شرکت کتاب، ۲۰۰۷.
13. خاطرات جلال متینی: دکتر علی شریعتی در دانشگاه مشهد، شرکت کتاب، ۲۰۱۴.
14. خاطرات سالهای خدمت: از دبیرستان البرز تا فرهنگستان ادب و هنر ایران، شرکت کتاب، ۱۳۹۵.
15. نگاهی به کارنامه سیاسی دکتر محمد مصدق، شرکت کتاب، ۲۰۰۹.